# Buhoci
Buhoci è un comune della Romania di 4 994 abitanti, ubicato nel distretto di Bacău, nella regione storica della Moldavia.
Il comune è formato dall'unione di 5 villaggi: Bijghir, Buhoci, Buhocel, Coteni, Dospinești.
Buhoci ha dato i natali allo zoologo Ioan Borcea (1879-1936).